# Vanessa
Vanessa é uma telenovela mexicana produzida por Valentín Pimstein para  Televisa e exibida pelo Canal de las Estrellas entre 15 de fevereiro e 1 de outubro de 1982, substituindo Extraños caminos del amor e sendo substituída por Mañana es primavera. 
É uma adaptação da telenovela brasileira Ídolo de Pano, original de Teixeira Filho, foi escrita por Luis Reyes de la Maza. 
Foi protagonizada por Lucía Méndez e Héctor Bonilla e antagonizada por Angélica Aragón, Ana Silvia Garza e Rogelio Guerra. 

## Enredo
Vanessa é uma jovem garota que vive com seu pai, José, e seu irmão Juan em uma casa simples. Seu pai e seu irmão trabalham numa ferrovia, próximo de onde moram. Para ajudar a família, Vanessa consegue um emprego na fábrica têxtil de Cecile Saint Michel, uma mulher poderosa e bem-sucedida que vive em uma mansão com seus dois netos, Pierre e Luciano.
Pierre e Luciano são dois primos que foram criados pela avó Cecile após a morte de seus pais, que eram irmãos e morreram no mesmo dia em um acidente. Os dois estão sempre em conflito constante, por causa de suas personalidades. Para as pessoas, Pierre é um bom rapaz, educado e trabalhador, mas na verdade é falso, ambicioso e possessivo, que só visa poder não importando passar por cima dos outros. Já Luciano é verdadeiro, bondoso e sensível.
Vanessa conhece Pierre na fábrica, e ele se sente atraído por ela, enquanto Vanessa está deslumbrada por ele. Pierre começa a brincar com seus sentimentos, pensando somente em se divertir com ela, mas Vanessa gosta dele sinceramente. Vanessa se afasta de Pierre, ao ver que ele tem outras mulheres. 
Com o tempo, Vanessa faz amizade com Luciano, e começam a namorar. Ela está completamente apaixonada e virgem, se entrega a ele. Ela passa a sentir o que jamais sentiu antes: Amor. Passado um tempo, ela termina o namoro com Luciano, por armações de Pierre, que não quer ver o primo feliz e passa a ficar obcecado em ter Vanessa novamente. Um tempo se passa e Vanessa se desespera ao descobrir-se grávida de Luciano, mas está decidida a não o procurar mais, pois pensa que foi usada por ele, pois por armação de Pierre, ela viu Luciano com outra.
Vanessa, que agora está namorando Pierre, é sincera, e acaba confessando a ele que está grávida de seu primo e se decepciona muito quando ele reage negativamente e culpando-a por ter dormido com Luciano. Pierre se snete traído, pois ele queria ser o primeiro homem de Vanessa. Ele a humilha de todas formas, e diz que só quis usá-la, o que ele já conseguiu, o que desespera Vanessa, que chora muito. 
Pierre, decidido a ficar com a fortuna de sua avó, arma um plano com o médico Dr. Servin e Wagner. Os três montam um plano para fazer Cecile, a avó, ser considerada incapaz de administrar seus bens. Pierre, com a ajuda do médico, dá sua avó alguns medicamentos que causam sintomas falsos de problemas cardíacos. Dr. Sevim, médico da família, diagnostica Cecile com problemas sérios de coração, e que ela tem que ficar repousando. Luciano se desespera com a saúde de sua avó, sem nem desconfiar que é tudo um terrível plano de seu primo.
Vanessa é demitida da fábrica por Pierre, que não tem dó nem piedade dela, a humilhando demais. Ela agora está grávida e miserável, além de estar desesperada com a doença de seu irmão, que surgiu de repente e gasta-se muitos medicamentos caros. 
Sem Pierre saber, Luciano leva sua avó para o consultório de Dr. Fuentes, a fim de saber o que ela realmente possui e ouvir uma segunda opinião médica. O médico diz que ela é saudável e não tem problema de coração. Luciano, então, percebe que foi tudo um plano de seu primo, que sempre foi muito mentiroso. A partir daí, ele começa a lutar para expor a todos quem é Pierre. Ele percebe que Luciano começa a suspeitar sobre a falsa doença da avó deles e passa a ter em mente armar um plano e acabar com Luciano.
Luciano nunca esqueceu Vanessa, e não entendeu direito porque se separaram, já que ele não se lembra de estar com mulher nenhuma, pois estava bêbado, por culpa de Pierre. Vanessa explica toda a situação a ele, que se sentiu usada, e que viu ele com outra. Luciano diz que ele está fora de si, e a pede perdão, e diz que isso só pode ter sido armação de Pierre.
Vanessa volta a namorar com Luciano, e ele fica muito surpreso e feliz ao saber que ela espera um filho dele. Vanessa diz que jamais contaria ele a verdade se não a procurasse, e que iria criar o filho sozinha, mas Luciano diz que a fará feliz e cuidará do bebê.
Luciano sabe que Pierre poderia impedir a união deles dois, e se casa com Vanessa escondido. Cecile aceita de coração Vanessa como esposa de seu neto, e o filho que ela espera. 
Depois de casados, eles têm uma bonita lua-de-mel. Pierre descobre e passa a ficar com ódio mortal deles dois, já que ele sabe que Luciano so foi feliz com Vanessa, e Vanessa até hoje lhe atrai. Ele não quer que seu primo seja feliz e fará de tudo para acabar com esse casamento. 
Luciano compra uma enorme mansão e passa a morar nela com Vanessa, que enfim pode ajudar o irmão doente e o pai pobre, e lhes dar uma vida digna. 
Apesar da felicidade que os cerca, aparece no caminho do casal a perigosa  milionária Luísa Servin, que desde adolescente é loucamente apaixonada por Luciano e voltou para reconquistá-lo, pensando que ele estaria solteiro, mas mesmo estando casado, ela tentará ficar com ele. Outra pessoa disposta a destruir a vida de Luciano e Vanessa é a empregada da mansão, a ambiciosa Elsa, que seduzida por Pierre, passa a ser sua amante e fará de tudo para destruir a vida de Vanessa.
No final da trama, Vanessa morre grávida e baleada por Pierre. Este é baleado por Elsa. E Luciano tem sua vida destruída, e passa a vagar pelas ruas, miserável, abandonado por Luísa, que roubou seu dinheiro. Pierre fica rico e consegue ter tudo que era de sua avó, que morre pobre e esquecida.

## Elenco
- Lucía Méndez - Vanessa Reyes
- Héctor Bonilla - Luciano Saint Michelle
- Rogelio Guerra - Pierre Saint Michelle
- Angélica Aragón - Luisa Servin
- Nuria Bages - Jane
- Isabela Corona - Cecile Saint Michelle
- Antonio Brillas - José de Jesús Reyes
- Aurora Clavel - Rosa
- Carlos Cámara - Dr. Servin
- Alma Delfina - Lolita
- Pedro Juan Figueroa - Lic. Wagner
- Virginia Gutiérrez - Magda
- Fernando Larrañaga - Dr. Fuente
- Antonio Medellín - Guillermo
- Flor Procuna - Martha
- Adriana Roel - Amelia
- Abraham Stavans - Nicolás
- Sylvia Suárez - Armida
- Alejandro Camacho - Juan Reyes
- Rosalía Valdéz - Irma
- Maricarmen Martínez - Cristina
- Ana Silvia Garza - Elsa
- Patricia Ancira - Ana
- Roxana Saucedo - Flavia
- Myrrah Saavedra - Rita
- Mariana Gaja - Filha de Vanessa
- Miguel Cane - Pierre (criança)
- Christopher Lago - Luciano (criança)
- Emilio Gaete - Mauricio Subercaseaux

## Repercussão
A revista People En Español nomeou seu final como um dos mais memoráveis.

## Versões
- Vanessa foi uma regravação da telenovela brasileira Ídolo de Pano, produzida pela Rede Tupi em 1974 e protagonizada por Tony Ramos, Dennis Carvalho e Elaine Cristina.
- A Rede Globo realizou outra versão desta telenovela em 1993 intitulada Sonho Meu, protagonizada por Patrícia França, Leonardo Vieira, Carolina Pavanelli, Elias Gleizer, Beatriz Segall, Fábio Assunção e Nívea Maria.